# العوجه، ادلب
العوجه (به عربی: العوجة) یک روستا در سوریه است که در ناحیه سنجار واقع شده‌است. العوجه ۱٬۱۲۰ نفر جمعیت دارد.